# John Atta Mills
Pour les articles homonymes, voir John Mills (homonymie) et Mills.
John Atta Mills, né le 21 juillet 1944 à Tarkwa (Côte-de-l'Or) et mort le 24 juillet 2012 à Accra (Ghana), est un homme d'État ghanéen, président de la République du 7 janvier 2009 à sa mort.

## Biographie

### Origines et études
Titulaire d'un diplôme en droit de l'université du Ghana et d'un doctorat en études orientales et africaines de l'École des études orientales et africaines de l'université de Londres, il a enseigné le droit à l'université Stanford puis à l'université du Ghana.

### Carrière politique
En 1988, Mills est nommé commissionnaire de l'administration fiscale.
Membre du Congrès démocratique national, il est élu vice-président de la République, poste occupé du 7 janvier 1997 au 7 janvier 2001 aux côtés de Jerry Rawlings. Il est ensuite battu par deux fois aux élections présidentielles par John Kufuor, en 2000 et en 2004 avant d'être finalement élu lors du scrutin du 28 décembre 2008. Il prend ses fonctions de président de la République le 7 janvier 2009, prêtant serment devant Georgina Wood, la présidente de la Cour suprême ghanéenne, avec John Mahama comme vice-président.
Il meurt le 24 juillet 2012, à l'âge de 68 ans, d'une maladie cardiaque. À la suite de son décès, des funérailles nationales de trois jours sont décrétées.
Il est surnommé affectueusement « le prof ».